# Vlajka Tajmyrského autonomního okruhu

Vlajka Tajmyrského autonomního okruhu (2000–2006)
Poměr stran: 2:3

Vlajka Tajmyrského autonomního okruhu (Dolgano-něneckého) byla symbolem zaniklého subjektu Ruské federace existujícího v letech 1930–2006. 1. ledna 2007 byl Tajmyrský autonomní okruh (společně s Evenckým autonomním okruhem) spojen s Krasnojarským krajem. Vlajka autonomního okruhu byla tvořena světle modrým listem o poměru stran 2:3. Uprostřed listu bylo bílé, kruhové pole, o průměru poloviny šířky vlajky, z něhož vycházely dva svislé a dva vodorovné, bílé, úzké paprsky. V kruhu byla, tak jako na znaku, z které vlajka vychází, k vlajícímu okraji letící černo-bílá berneška rudokrká (Branta ruficollis) s červenou hlavou a hrudí.
Berneška rudokrká je vzácný endemitský druh hus, hnízdící pouze na březích Tajmyrského, Jamalského a Gydanského poloostrova (pobřeží Severního ledového oceánu). Kruh s paprsky symbolizoval arktické slunce a připomínal Čeljuskinův mys, nejsevernější bod euroasijského kontinentu.

## Historie
Tajmyrský autonomní okruh vznikl 10. prosince 1930. V sovětské éře okruh neužíval žádnou vlajku. 23. května 2000 schválila duma okruhu, usnesením č. 4-053 P, „Nařízení o vlajce Tajmyrského (Dolgano-něneckého) autonomního okruhu”. Autorem vlajky (stejně jako znaku) byl Vladimír Taraněc. 11. ledna 2001 byla vlajka okruhu zanesena do Státního heraldického registru Ruské federace.

## Vlajky rajónů Tajmyrského autonomního okruhu
Před sloučením s Krasnojarským krajem na konci roku 2006 se autonomní okruh členil na hlavní mesto a 3 rajóny. Město Dudinka získala svou vlajku až po sloučení, Usť-Jenisejský rajón svou vlaku užíval od roku 2003 do sloučení, poté se transformoval do venkovského osídleni Karaul, které vlajku neužívá. Diksonský rajón se transformoval do města Dikson, který užívá svou vlajku od roku 2003. Chatangský rajón se transformoval do vesnice Chatanga a vlajku neužíval, ani neužívá.

Dudinka (od roku 2002) Poměr stran: 2:3
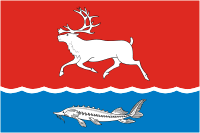
Usť-Jenisejský rajón (2003–2006) Poměr stran: 2:3
Dikson (od roku 2003) Poměr stran: 2:3